# Lago Hulun

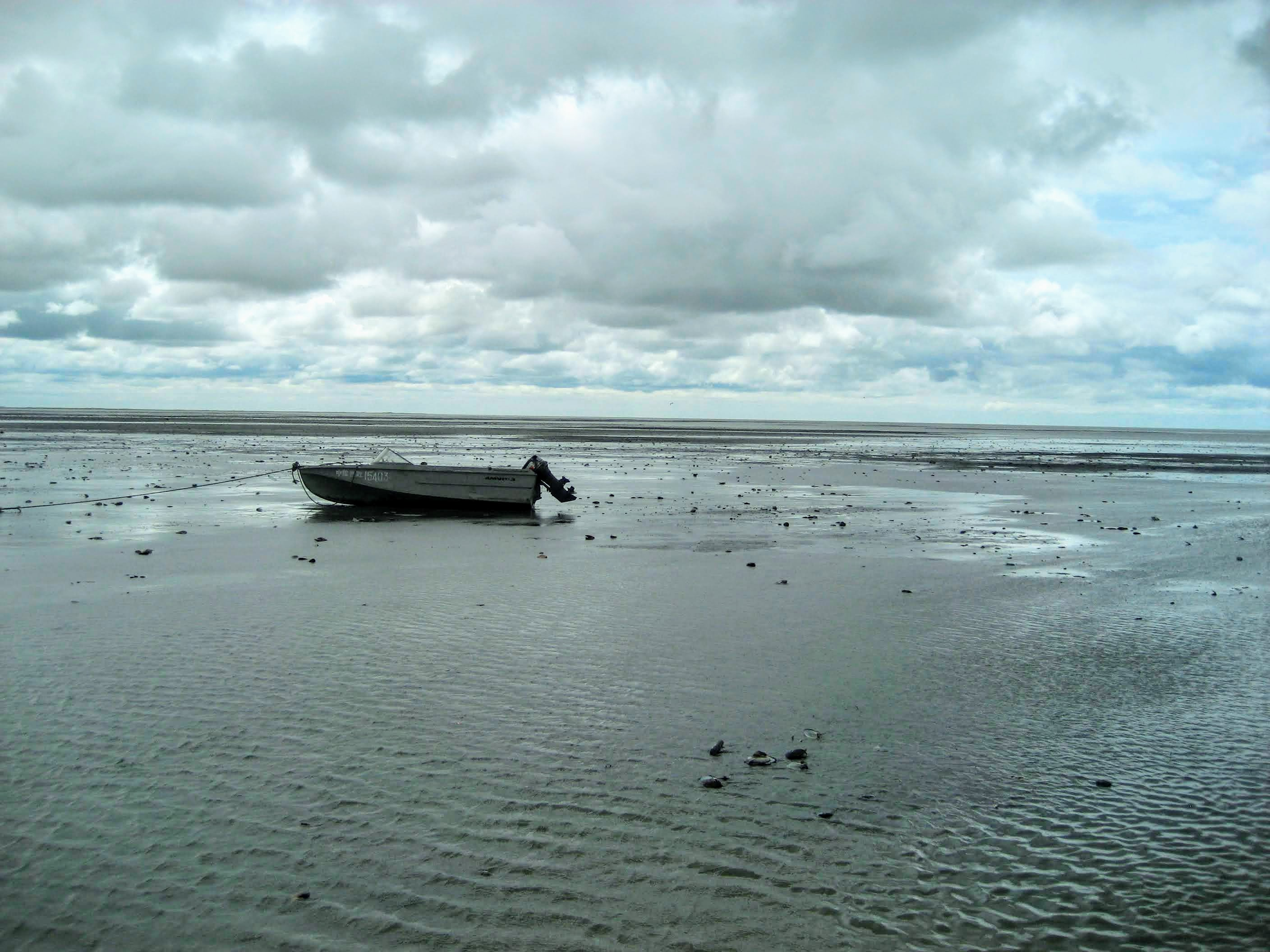
Un bote en el lago Hulan.

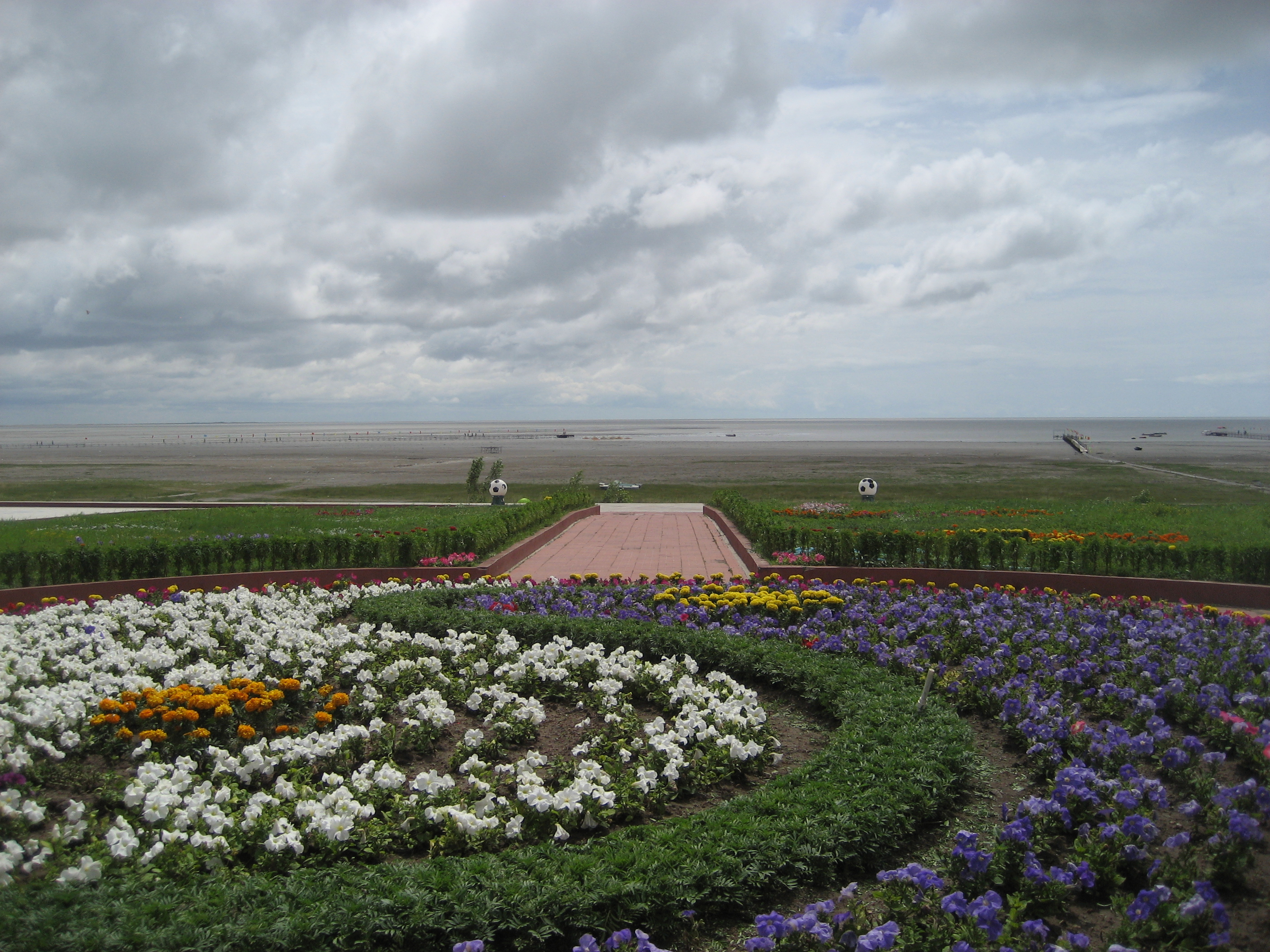
Un jardín frente al lago Hulun.

El lago Hulun (en mongol: Далай нуур, Hulun Nur, en chino, 呼倫湖; pinyin, Hūlún Hú), también conocido como Dalai Nuur («lago océano»), es un gran lago asiático situado en Mongolia Interior, China. Es uno de los cinco mayores lagos de agua dulce de China, con una superficie aproximada de 2.339 km². Tiene una longitud de unos 90 km y 27 km de anchura.
La producción pesquera anual de 1995 fue de unas 7.000 toneladas, 100 toneladas de camarón, 4 kg de perlas y 1,5 millones de langostas. El lago Hulun es una de las principales zonas de producción de caña en China.
Es un destino turístico durante el verano para hombres de negocios de Pekín y Shanghái, pero fuera de temporada, los visitantes del lago son escasos. El lago no está lejos de Manzhouli, que se encuentra en una de las principales líneas de ferrocarril. Aunque hay varias aldeas cercanas, Manzhouli es la ciudad más cercana con un cierto tamaño.